# 2003年8月中国大陆

## 8月19日
- 《退耕还林工程建设监理规定》出台。

## 8月21日
- 首次生物物种资源保护部际联席会议在北京召开。

## 8月28日
- 8月28日至9月1日，中共中央总书记胡锦涛在江西考察工作时明确使用“科学发展观”概念，提出要牢固树立协调发展、全面发展可持续发展的科学发展观[1]。